# 艾米·伊丽莎白·索普
艾米·伊丽莎白·贝蒂·索普（英語：Amy Elizabeth "Betty" Thorpe，1910年11月22日—1963年12月1日），二战中作为一个替威廉·史蒂芬森所在的英国安全协调局服务的美国间谍，代号“辛西娅”（英語：Cynthia）。

## 早年
艾米·伊丽莎白·索普于1910年11月22日出生于美国明尼苏达州明尼阿波利斯。其父乔治·赛勒斯·索普为美国海军陆战队军官；其母科拉·韦尔斯（英語：Cora Wells）是明尼苏达州州参议员的女儿。
索普在年轻时被她的父母介绍进华盛顿的社交场所，很久她就沉浸在外交阴谋的世界中。当她十八九岁时，她多年来一直浪漫地与别国的外交官有来往。1936年，索普选比她大19岁的英国驻华盛顿大使馆的二等秘书亚瑟·帕克（英語：Arthur Pack）作为自己的丈夫，因此她获得英国国籍；在两次怀孕和帕克的工作外派下，两人的关系变得疏远。
后来，索普前往欧洲，名义上是去支持帕克的工作。实际上开始了间谍的生涯，卷入了西班牙内战并为两方服务。

## 二战
1937年冬季，艾米·伊丽莎白·索普引起威廉·史蒂芬森的注意，在华沙她加入她丈夫的工作中。史蒂芬森曾说索普在1938年曾帮助同盟国从波兰获取恩尼格玛密码机的情报。
1941年5月，艾米·伊丽莎白·索普结识了维希法国驻华盛顿大使馆的新闻发言人查尔斯·布鲁斯（Charles Brousse）。索普勾引布鲁斯并将其发展为自己的线人。

## 战后
索普的丈夫亚瑟·帕克于1945年自杀，之后索普与查尔斯·布鲁斯结婚并移居法国。1963年，艾米·伊丽莎白·索普死于癌症。

## 註
1. ↑  Stevenson（1976年），第341–350页
2. 1 2  Stevenson（1976年），第342页
3. 1 2  . World War II magazine.   [14 September 2010]. （原始内容存档于2016-10-04）.
4. ↑  Loyd（1994年），第77页